# Crocus brachyfilus
Espèce
Classification phylogénétique
Synonymes
- Crocus elegans (Rukšāns) Rukšāns
- Crocus speciosus subsp. elegans Rukšāns

Crocus brachyfilus est une espèce de plantes à fleurs de la famille des Iridaceae trouvée en Turquie.
L'espèce fait partie de la section Nudiscapus caractérisée par l'absence de prophylle basal. Elle fait ensuite partie de la série Speciosi caractérisée par un corme à tuniques annulées et membraneuses ou coriaces, les feuilles apparaissant après les fleurs, une floraison automnale, et un style fortement divisé.
Le nom brachyfilus fait référence à de courts filaments trouvés dans l'anatomie de la plante.

## Publication originale
- (en) Ingo Schneider, « Crocus brachyfilus (Iridaceae), a new species from southern Turkey », Willdenowia, vol. 44, no 1,‎ 2014, p. 45-50 (DOI 10.3372/wi.44.44107).